# Šiško Menčetić
Šišmundo (Šiško) Menčetić Vlahović (1457. – 1527.) dubrovački je vlastelin i hrvatski renesansni pjesnik koji je stvarao uglavnom u 15. stoljeću. 

## Životopis
Rođen je 1457. godine u dubrovačkoj vlastelinskoj obitelji Menčetića. Mladost je proveo izuzetno razuzdano, zbog toga se njegovo ime često spominje u sudskim spisima dubrovačkog arhiva: izvođen je i pred sud zbog izgreda na ulicama i napastovanja žena. Oženio se kao četrdesetogodišnjak. U zreloj dobi se smirio i obavljao razne dužnosti u dubrovačkoj vladi: s dvadeset godina ušao je u dubrovačko Malo vijeće, a dva je puta (1521. i 1524.) bio i knez Dubrovačke Republike. Umro je, zajedno s dvama svojim sinovima, 25. lipnja 1527. u velikoj epidemiji kuge.

## Stvaralaštvo

### Utjecaji
Pripada prvoj generaciji hrvatskih lirskih pjesnika, a najveći dio njegovih pjesama (512) sačuvan je u Ranjininu zborniku, gdje je i najzastupljeniji pjesnik. 
Za razliku od Džore Držića, Menčetić u opusu ima i duže narativne pjesme, a lirski subjekt neposredniji je, življi, lascivniji i erotiziraniji te je naglašena tema i senzualnost uzvraćene ljubavi. Kao uzor značajan je Francesco Petrarca te se uz Džoru Držića smatra prvim hrvatskim petrarkistom. Pripadao je strambotistima, koji se ograđuju od nekih Petrarcinih ideja: prisutan je izostanak neoplatonizma, naglašena je senzualnost te se pjesnici približavaju pučkim oblicima (strambotto, rispetto), a napuštaju sonet. Najveći dio opusa temom nasljeđuje petrarkizam - opisuje se ljepota pjesnikove drage, ali Menčetić dijelom pjesama odstupa od klasičnog petrarkizma te opjevava sreću uslišanog ljubavnika.
Osim petrarkističkih utjecaja, u opusu se nalaze i elementi srednjovjekovnog pjesništva, bilo kao utjecaja provansalske trubadurske lirike i motiva služenja, bilo kao leksičkog utjecaja njemačke kulture (Minnesang). U dvjema se pjesmama Šiška Menčetića javlja riječ frava, koja potječe iz stvnj. frouwe (usp. njem. Frau): Goraše svital raj u ličcu toj fravi  te Pjesance kad budeš na skutu toj fravi. Očit je utjecaj i pučkih motiva prisutnih u srednjovjekovlju, a pojačani utjecajem strambotizma, poput ritma narodne pjesme Mnokrat reci u sebi rič, koja je ohola ili pak uporaba umanjenica (kladencem vodice), kao u pjesmi Moj Bože, Bože moj, molim te za rados te stiha bugarštica, petnaesterca.

### Forma
Pjesme su najčešće stihovane najčešće u dvostruko rimovanom dvanaestercu dubrovačkog tipa, dvanaestercu s neprijenosnom rimom i sa sekundarnim cezurama nakon 3. i 9. sloga, uz glavnu cezuru nakon 6. sloga (npr. Koji čtiš | sej pjesni ||, molim te | veselo), s iznimkom triju pjesama u petnaestercu (8+7), a pjesma Isusu na križu sastoji se od marulićevskog dvanaesterca s prijenosnom rimom.

### Tematika
Pjesme su većinom ljubavne tematike, često u akrostihu s imenima žena kojima su pjesme posvećene, a postoji i nekolicina satiričnih i moralno-refleksivnih te 11 religioznih pjesama posvećenih Isusu. Dominira tip izjavne ili dijaloške, odnosno apelativne pjesme, pri čemu se to ne odnosi na sve pjesme (npr. Prvi pogled nema apelativnosti). Javljaju se i tri pjesme "ženskog glasa" u kojima je kazivač žena, a karakterizira ih jednostavan pjesnički jezik, ženina žudnja za odsutnim izabranikom te fingiranje pisane komunikacije.
U prvoj su tematskoj cjelini značajne pjesme poput Ne mogu živjeti bez tebe u kojoj draga postaje dio lirskog subjekta (ter tebe želeći sam sebe toj želju) ili distišne pjesme Bože, šta osta tebi koja platonistički opisuje ljepotu pjesnikove drage.
U drugoj tematskoj cjelini naglašena je senzualnost i doživljaj ljubavi (ar se mnjah u broju ne jedan nu prvi / od Grka ki Troju puštaše u krvi), kao u pjesmi Ljuveno uživanje s naglašenom senzualnošću ili žudnje, kao u pjesmi Ner tko je srcem lav i kamen u sebi. U ovom se tematskom ciklusu javlja i motiv albe, pjesničkog oblika koji opisuje dijalog ljubavnika, uz moguću treću osobu (čuvara), koje razdvaja zora.
Iz drugog je tematskog ciklusa najpoznatija pjesma Blaženi čas i hip kao svojevrsni prepjev ili parafraza Petrarcina LXI. soneta (Blažen bio dan, mjesec i doba). Ispjevana je u dvanaesteračkim distisima, pri čemu u neparnima slijedi petrarkistička načela, a u parnim stihovima naglašava senzualnost. Petrarcin platonistički završetak slavljenja duhovne ljubavi prema Lauri, kao njegove inspiracije i muze, erotizira, mijenja elegičan ton u ditirampski, a u središtu više nije lirski subjekt nego erotski doživljaj voljene osobe (Blažena ljepos tva, blažena tva mlados / pokli se meni sva darova za rados).
U neljubavnom dijelu kanconijera javlja se neispunjenost zemaljskom ljubavlju te okretanje duhovnom, što se očituje u jedanaest pjesama posvećenih Isusu, a javlja se i pjesma Bogorodici (Uzmožna gospođe, tko milost ku žudi). Tu su također i satiričke pjesme, u koje spadaju i mizogine pjesme s elementima rezignacije (Uzdarje u ženu, Mrzim na žene), ali i teme općeg karaktera, suprotnosti poput bogatstva i škrtosti te sličnih tema (Zlo od Kotora, prvi pjesnički trag tradicionalnog neprijateljstva Dubrovnika i Kotora).

## Vanjske poveznice
- Šiško Menčetić: Koji čtiš sej pjesni, Prvi pogled, Misal mi zanosi, Blaženi čas i hip
- Mirko Tomasović: Hrvatska renesansna književnost u europskom kontekstu